# Colnbach

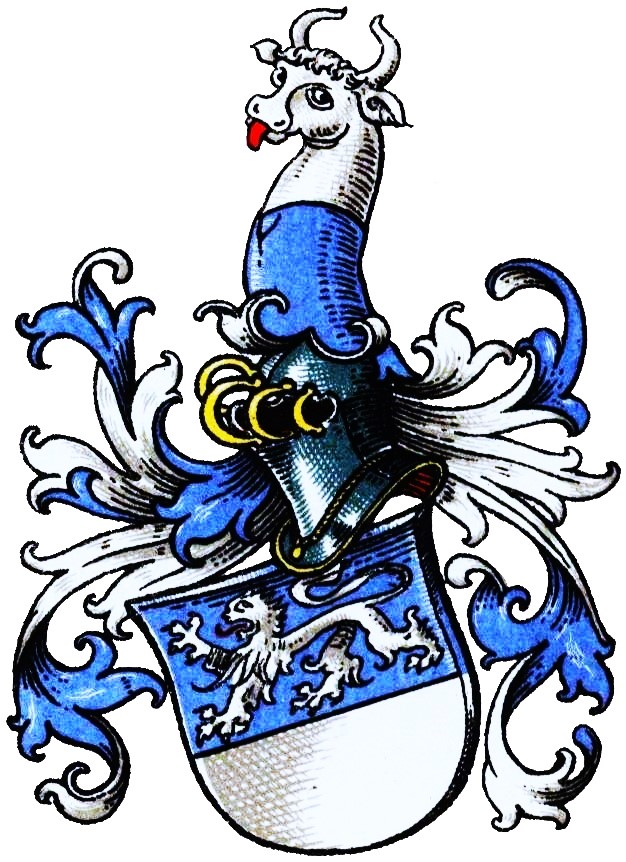
Frühes Wappen derer von Colnbach im Wappenbuch des Westfälischen Adels

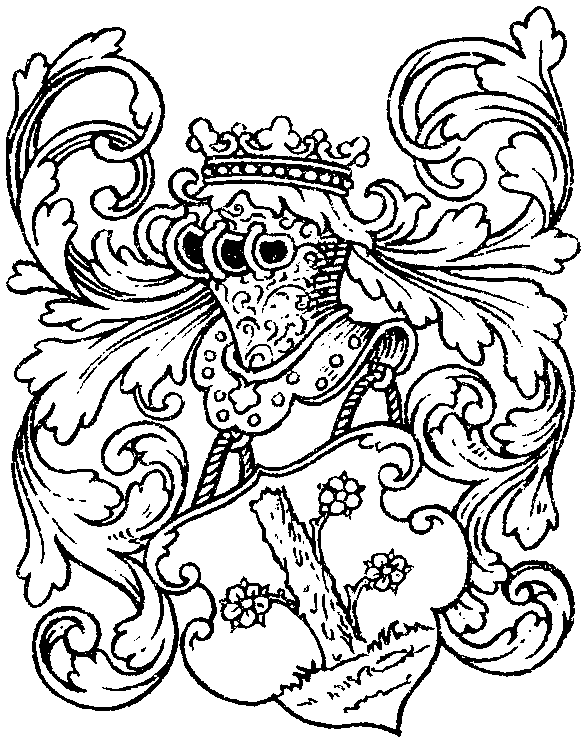
Späteres Wappen derer von Colnbach im Wappenbuch des Westfälischen Adels

Colnbach ist der Name eines westfälischen Adelsgeschlechts.

## Geschichte
Das Geschlecht stammt ursprünglich vom Mittelrhein. Im 17. und 18. Jahrhundert ist die Familie dann im Münsterländischen anzutreffen. Hier saß sie unter anderem zu Burg Ottenstein im Ahausener Stadtteil Ottenstein und zu Haus Dahlhausen.
Christoph Bernhard von Colnbach zu Engar († 1719) war Hauptmann und mit Hedwig Elisabeth Ludowica von Uterwick verheiratet. Ein Günter Anton von Colnbach (1731 †) war mit Sibilla von Heyden verheiratet. In Westfalen ist die Familie mit dem Tod von Jobst Christoph von Colnbach, der mit Margaretha von der Mark zu Ottenstein verheiratet war, im Mannesstamm ausgestorben. Die Eheleute hatten eine Tochter namens Sophia Augusta von Colnbach († 1732 mit 71 Jahren), die mit Ernst Wilhelm von Heyden (* 1630) zu Haus Wohnung und Burg Nienborg verheiratet war.

## Wappen
- Blasonierung des frühen Stammwappens: Blau über Silber geteilt, oben ein silberner, schreitender Löwe. Auf dem Helm ein silberner Ochsenkopf mit blauem Halsband. Die Helmdecken sind blau-silbern.[3]
- Blasonierung des späteren Wappens: Im Schild ein aus Rasen hervorwachsender Stamm, an welchem sich drei Rosen befinden. Der Helm gekrönt. Die Helmzier und Tingierung sind unbekannt.[4]